# Эйшихик (озеро)
Эйшихик (англ. Aishihik Lake) — озеро на территории Юкон в Канаде. Площадь озера 146 км². Высота над уровнем моря 914 метров, колебания уровня озера — до 0,8 метра. Ледостав с октября по июнь. Сток из озера на юго-восток в Тихий океан по рекам Эйшихик, Алсек через озеро Каньон. На побережье озера до 1968 года находилась военно-воздушная база канадских ВВС, построенная во время Второй мировой войны. Закрытие базы вызвало резкое уменьшение численности населения, большинство жителей уехало, осталось лишь немногочисленное коренное население. В летний период в деревне Эйшихик проживает максимумум 25 человек. Рекреационные возможности — в основном спортивная рыбная ловля и охота. Еженедельно приезжает примерно 40 туристов (июль — август) и 20 охотников (август — сентябрь). Объём воды — 4,38 км³. Площадь водосборного бассейна — 2765 км².

## Климатические условия
Средняя температура января составляет −23,6 °C, июля — составляет 12,1 °C, среднегодовая температура составляет −4,4 °C.
Среднее количество осадков колеблется от 2 мм в месяц январе до 49 мм в июле, среднегодовое количество осадков составляет 247 мм.
Среднее количество солнечных дней колеблется от 1,3 до 21 дня в июне. В среднем за год на каждый месяц приходится 10 солнечных дней.
Температура воды в озере колеблется от 4 °C до 15 °C у поверхности и от 4 °C до 5 °C на глубине.

## Природа
В бассейне озера произрастают белая и чёрная ель, осина, бальзамический тополь, ива, кустарниковая берёза, ольха. Другие виды растительности — осока, мхи, лишайники.
Озеро богато рыбой, ежегодный улов — 20,5 тонн, наиболее ценные породы — озёрная форель, сиг, хариус.